# Le Fantôme qui ne revient pas
Pour plus de détails, voir Fiche technique et Distribution.
Le Fantôme qui ne revient pas (en russe : Привидение, которое не возвращается, Prividenie, kotoroe ne vozvrashchaetsya) est un film dramatique muet soviétique en noir et blanc réalisé par Abram Room en 1929 d'après la nouvelle d'Henri Barbusse Le rendez-vous qui n'a pas eu lieu.

## Synopsis
José Real est condamné à perpétuité dans une prison panoptique d'Amérique du Sud où la surveillance exercée sur les prisonniers est sans limite. Malgré cela, des mutineries se produisent et la direction des lieux décide de tuer le condamné pendant le jour de liberté que lui octroie la loi au bout de dix ans de détention. 

## Distribution
- Boris Ferdinandov (ru) : José Real
- Olga Jiznieva : Clémence
- Maxim Schtrauch :  agent de police
- Dmitri Kara-Dmitriev (ru) : chef de police
- Daniïl Vvedenski : directeur de prison
- Leonid Yourenev : surveillant en chef
- Karl Gourniak : ouvrier
- Gavriïl Terekhov : Santander

## Mise en scène
Abram Room compose son film selon l'opposition entre les espaces infinis du ciel et la cellule du condamné, entre l'espace  individuel restreint et l'espace collectif tellement vaste qu'il n'est pas utilisé.